# Leucophenga trispina
Leucophenga trispina är en tvåvingeart som beskrevs av H.B.P. Upadhyay och Singh 2007. Leucophenga trispina ingår i släktet Leucophenga och familjen daggflugor. Inga underarter finns listade i Catalogue of Life.